# The Flash (comic book)
Pour les articles homonymes, voir Flash.
Ne doit pas être confondu avec Flash, le personnage
The Flash est une série de comics américaine racontant les aventures du super-héros du même nom de DC Comics. Depuis 2010, la série se concentre sur Barry Allen, le second Flash, qui était le personnage principal de 1959 à 1985. Avant le retour de Barry, la série raconte les péripéties de Wally West, le troisième Flash de 1987 à 2008. Bart Allen, le quatrième Flash, apparaît également comme héros principal dans 13 numéros entre 2006 et 2007. La série démarre lors de l'Âge d'argent des comics et prend la suite de la série Flash Comics de l'Âge d'or qui racontait les aventures du premier Flash, Jay Garrick. Cette nouvelle série reprend la numérotation de Flash Comics avec un nouveau titre et le personnage de Barry remplaçant Jay.
Bien que le Flash soit un pilier de l'écurie de DC Comics, la série a été annulée et relancée à huit reprises. La première série présentant Barry a été annulée au numéro 350 après la mort du personnage dans Crisis on Infinite Earths. Quand Wally succède à Allen en tant que Flash, une nouvelle série commence en juin 1987. La seconde série fut brièvement annulée en 2006 dans le sillage d'Infinite Crisis qui voit Bart remplacé Wally, mais reprend sa numérotation d'origine en 2007 quand Wally revient en tant que Flash. À la suite du retour de Barry dans Final Crisis et The Flash: Rebirth, la seconde série a à nouveau été annulée. Une troisième restaure Barry comme principal Flash au début de 2010. Une quatrième série est lancée plus tard en 2011 lors des New 52. La cinquième et actuelle série a été lancée en 2016 et fait partie du DC Rebirth.

## Histoire éditoriale

### Volume 1 (1959–1985)
La première série présente Barry Allen comme le Flash. Elle démarre avec le numéro 105 en mars 1959 reprenant ainsi la numérotation de la série précédente Flash Comics. Ce numéro est écrit par John Broome et dessiné par Carmine Infantino. L’historien de comics Les Daniels a noté que « The Flash » était une version simplifiée et modernisée d'une grande partie de ce qui avait été fait auparavant, mais avec un tel soin et un tel talent que le personnage semblait nouveau pour une nouvelle génération de fans. La collaboration Broome et Infantino voit l’introduction de plusieurs super-vilains dont beaucoup sont devenus des membres des Lascars. Le Maître des Miroirs (Mirror Master) apparaît pour la première fois dans le no 105 et le numéro suivant voit les débuts de Gorilla Grodd et de Pied Piper. Captain Boomerang défie pour la première fois le Flash dans le numéro 117 (décembre 1960) et le vilain du 64e siècle Abra Kadabra est introduit dans le numéro 128 (mai 1962). Un autre vilain venu du futur, le Professeur Zoom apparaît pour la première fois dans le numéro 139 (septembre 1963).
Kid Flash et Elongated Man sont respectivement introduits dans les numéros 110 et 112 comme alliés de Flash. L’un des numéros les plus remarquables de l’époque fut le no 123 (septembre 1961), qui présenta l’histoire du « Flash de deux mondes ». Dans celui-ci, Allen rencontre sa source d’inspiration, Jay Garrick, après avoir été transporté par accident dans un univers parallèle où Garrick existe réellement. Dans cette précédente continuité, Garrick et les autres personnages de l’Âge d’or existent seulement comme personnages de bande dessinée dans le principal univers partagé de DC. Ceci a amené un nouveau concept, menant à la formation de ce qui deviendrait l'Univers DC, et a donné naissance à la conceptualisation actuelle le présentant comme un multivers.
Barry Allen a épousé son amour de longue date Iris West dans le no 165 (novembre 1966). Le dernier numéro d’Infantino fut le no 174 (novembre 1967) et le numéro suivant vit l’artiste Ross Andru prendre le relais et mettre en vedette la seconde course entre le Flash et Superman, deux personnages connus pour leur super-vitesse.
La série a présenté des récits métafictionnels mettant en scène des créateurs de comics dans les aventures de Flash. Ainsi, dans « Flash — Fact Or Fiction » (no 179), le Flash se retrouve sur « Terre Prime ». Il contacte le seul homme sur Terre qui pourrait croire sa fantastique histoire et lui donne de l’argent. L’éditeur du comics Flash, Julius Schwartz aide le Flash à construire un tapis roulant cosmique pour qu’il puisse rentrer chez lui. Plusieurs années après, le scénariste de la série Cary Bates se mit en scène dans l’histoire du no 228.
Quatre mois après l’annulation de son propre titre, Green Lantern est intégré comme récit secondaire dans The Flash no 217 (août-septembre 1972) et apparaît dans la plupart des numéros jusqu’au Flash no 246 (janvier 1977). Schwartz, qui avait édité le titre depuis 1959, quitte la série au no 269 (janvier 1979).
Bates écrivit The Flash no 275 (juillet 1979) dans lequel la femme du personnage principal, Iris West Allen a été tuée. Don Heck devient l’artiste de la série au no 280 (décembre 1979) et la dessine jusqu’au no 295 (mars 1981). The Flash no 300 (août 1981) sortit au format Dollar Comics et présenta une histoire de Bates et Infantino. Le Doctor Fate est présent dans un récit secondaire de The Flash no 306 (février 1982) au no 313 (septembre 1982). Il est écrit par Martin Pasko et Steve Gerber et dessiné par Keith Giffen.
Un évènement majeur a lieu dans le titre au milieu des années 1980. Le Flash tue par accident le meurtrier de sa femme, le Reverse-Flash, dans The Flash no 324 (août 1983). Cela mène à un long arc narratif intitulé « The Trial of the Flash » (litt. « Le procès de Flash ») dans lequel le héros doit faire face aux conséquences de ses actions. Bates devient l’éditeur ainsi que le scénariste du titre The Flash durant ce temps et le restera jusqu’à son annulation en 1985.
Peu de temps avant la mort de Barry Allen dans Crisis on Infinite Earths, la série a été annulée au no 350 (octobre 1985). Dans le dernier numéro de Crisis on Infinite Earths, Wally West, connu sous le nom de Kid Flash et partenaire d’Allen, déclare vouloir reprendre le manteau de son oncle en tant que Flash.

### Volume 2 (1987–2008)
Avec Wally West comme personnage principal, le Flash opère principalement à Keystone City. La seconde série a été lancée par le scénariste Mike Baron et l’artiste Jackson Guice en juin 1987. Présentant de longs arcs narratifs, notamment écrits par Mark Waid et Geoff Johns, la seconde série allait à l'origine dans une direction différente des séries de Barry Allen, faisant de Wally West un personnage moins parfait avec ses défauts. Ce Flash ne peut pas maintenir constamment sa super-vitesse à cause de son hyper-métabolisme (en) et doit consommer d’énormes quantités de nourriture pour pouvoir continuer à utiliser sa grande vitesse. Cette limitation métabolique sera plus tard intégrée au personnage de Barry Allen dans la série télévisée The Flash de 1990, ainsi que dans la série The Flash ayant débuté en 2014, mais dans une moindre mesure.
Le travail de Mark Waid sur le titre dans les années 1990 a ramené des aspects plus traditionnels du Flash de l’époque de Barry Allen en reformant les Lascars, dont certains étaient de nouvelles incarnations d'anciens personnages, et en apportant un aspect plus science-fiction / fantasy qui avait été perdu dans les titres de Flash depuis le départ d’Allen. Waid a rendu Wally West beaucoup plus puissant pour tenter de le sortir de l’ombre de Barry Allen et de Jay Garrick. Mark Waid et l’artiste Mike Wieringo introduisirent Impulse dans le no 92 (juillet 1994). Wally West épousa Linda Park dans le no 142 (octobre 1998).
Quand le scénariste Geoff Johns reprend le titre au no 164 (septembre 2000), il recentre le personnage sur certains aspects de l’Âge d’argent en développant la psychologie de plusieurs Lascars dans des numéros individuels,. Geoff Johns créa Zoom, le troisième Reverse-Flash, et étoffa l’environnement de Keystone City dans le but de rendre la ville unique par rapport à d’autres villes fictives de DC comme Metropolis ou Gotham City.
À la suite de l’évènement « One Year Later » et de la disparition de Wally West dans Infinite Crisis, DC annule The Flash vol. 2 au no 230 (mars 2006) en faveur d’une nouvelle série présentant Bart Allen dans le rôle du Flash. La nouvelle série, intitulée The Flash: The Fastest Man Alive, dura seulement 13 numéros et pris fin avec la mort de Bart. Mark Waid revient sur le titre brièvement en 2007 lors de la reprise de la série au numéro 231 pour ramener Wally West mais la série est à nouveau annulée au no 247, fin 2008, avec le retour de Barry Allen à la suite de la série Final Crisis,. Sortant de Final Crisis, l’écrivain Geoff Johns et l’artiste Ethan Van Sciver créèrent The Flash: Rebirth, une mini-série de 6 numéros, ramenant Barry Allen dans un rôle de premier plan dans l’Univers DC en tant que principal Flash. Barry Allen est également un personnage essentiel dans le crossover Blackest Night et avait sa propre mini-série éponyme le reliant à l’évènement principal.

### Volume 3 (2010–2011)
En 2010, DC Comics annonce qu’après la fin de The Flash: Rebirth et Blackest Night, Geoff Johns prendra en charge l’écriture d’une nouvelle série principale The Flash avec l’artiste Francis Manapul. En janvier 2010, DC Comics annonce que le premier arc narratif de la série serait lancé sous la bannière de Brightest Day, une suite au crossover Blackest Night. En avril 2010, DC sort le one-shot The Flash: Secret Files and Origins 2010 qui prépare le terrain pour un statu quo de la nouvelle série. Il est suivi une semaine plus tard par la sortie de The Flash vol. 3 no 1.
Le 1er juin 2011, il est annoncé que toutes les séries se déroulant dans le DC Univers partagé seraient soit annulées soit relancées avec un nouveau numéro 1 après qu’une nouvelle continuité ait été créée dans le sillage de Flashpoint. The Flash vol. 3 n’y échappe pas et le premier numéro de la nouvelle série sort en septembre 2011.

### Volume 4 (2011–2016)
En septembre 2011, The New 52 redémarre la continuité de DC. Dans cette nouvelle ligne temporelle, DC Comics relance The Flash avec un numéro 1, écrit et dessiné par Francis Manapul et Brian Buccellato. Comme dans tous les titres associés au nouveau relaunch, Barry Allen apparaît cinq ans plus jeune que sa précédente incarnation. L’apparition des super-héros est récente. Apparu, en général, dans les cinq dernières années, ils sont perçus au mieux avec suspicion et, au pire, avec une hostilité pure et simple. Dans cette nouvelle continuité, le mariage de Barry avec Iris West n’a jamais eu lieu. A la place, il entretient une relation avec sa collègue de travail Patty Spivot. Dans cette nouvelle série, le Flash puise plus loin dans la Force Véloce, augmentant ses capacités mentales, tout en essayant de comprendre pleinement ses pouvoirs sur lesquels il n’exerce pas encore un contrôle total.
Comme dévoilé dans le numéro 0 de cette série, le père de Barry Allen a été emprisonné pour le meurtre de sa mère. Alors que les preuves semblent indiquer que son père est coupable, Barry cherche à prouver l’innocence de son père. Barry fait aussi partie de la nouvelle équipe de la Ligue des Justiciers, faisant ses débuts dans le second numéro de la série Justice League.
Les scénaristes Robert Venditti et Van Jensen ainsi que l’artiste Brett Booth deviennent la nouvelle équipe créative de la série The Flash à partir du numéro 30 (juin 2014).

### Volume 5 (2016–en cours)
La nouvelle série est lancée en juin 2016 après la sortie du one-shot The Flash:Rebirth, écrit par Joshua Williamson et dessiné par Carmine Di Giandomenico.
Durant DC Rebirth, Barry n’est plus le seul Flash. Il est révélé que Wally West a été perdu dans la Force Véloce pendant dix ans, réalisant pendant ce temps que Barry n’était pas le responsable du changement de la ligne temporelle après la crise Flashpoint. Une entité inconnue utilisa le voyage dans le temps de Barry comme une occasion de changer fondamentalement la réalité.
Les conséquences de la récente guerre contre Darkseid (Darkseid War) permirent à Wally d'essayer de contacter ses anciens amis dans l'espoir de revenir ou de les avertir de la vérité, mais chaque tentative le faisait sombrer plus loin dans la Force Véloce. Après avoir réalisé que même Linda (son « phare » habituel) ne pouvait pas se souvenir de lui, Wally plongea dans la désolation et choisit d’apparaître devant Barry une dernière fois pour le remercier pour la vie qu’il lui avait donnée. Juste avant que Wally ne disparaisse, Barry se souvient de lui et le libère en l’extirpant de la Force Véloce. Après une réunion pleine de larmes, Wally donne à Barry son avertissement sur la véritable source du changement de l’univers et les dangers qui arrivent. Grâce à Wally, Barry est maintenant conscient que la ligne temporelle n’a pas repris son cours normal après Flashpoint. Cependant, il ne peut pas encore se souvenir de certains éléments de sa vie d’avant Flashpoint, tels des gens comme Jay Garrick et des détails de ses querelles avec le Reverse-Flash / Eobard Thawne. Bien qu’il ait été informé par Wally de l’implication d’un autre responsable, Barry continue de se sentir coupable de ses erreurs et cherche un moyen de faire amendes honorables.
Bien que les deux décident de garder le retour de Wally secret pour Iris, Barry l’encourage de retourner auprès des Teen Titans, mais lui recommande également de revêtir un nouveau costume pour tenir compte qu’il est le Flash plutôt que « Kid Flash ».
Après le numéro 88 (avril 2020), la numérotation de The Flash est modifiée pour prendre en compte les numéros des séries précédentes. Le no 89 devient ainsi un numéro spécial de 80 pages numéroté 750 (mai 2020).

## Publications

### Éditions françaises

#### Volume 1
La première publication française de la série The Flash a été disponible à partir de 1970 dans le fascicule kiosque d'Arédit : Flash.
En 2016, l'éditeur Urban Comics propose le début de la série en édition reliée dans le premier tome de Flash La Légende  (ISBN 978-2-3657-7805-3). Cet album reprend l'édition américaine The Flash Archives et contient The Flash n°105-116 ainsi que plusieurs numéros de Showcase.

#### Volume 2
L'édition française de la seconde série a été très inégale. Semic sort en 2004 Flash : Sang à l'heure (Blood will run) qui contient The Flash 2 no 170-173.
Panini Comics reprend la suite et propose trois volumes :
- 2005 : Flash : Un Nouveau départ : contient The Flash 2 no 174-182 + The Flash: Iron Heights no 1 + The Flash: Secret Files and Origins no 3
- 2008 : Flash : Les West Sauvages (The Wild West) : contient Flash vol.2 no 231 à 236 + All Flash no 1  (ISBN 978-2-8094-0364-0)
- 2009 : Flash : Crise financière : contient Flash vol.2 no 238 à 243  (ISBN 978-2-8094-0840-9)

En 2017, Urban Comics lance la série sous le titre Geoff Johns Présente Flash :
- 2017 : 1. Sang à l'heure : contient The Flash 2 no 164-176  (ISBN 979-1-02-681087-2)
- 2018 : 2. En Cage : contient The Flash 2 no 177-183, Flash: Iron Heights, Flash: Our Worlds At War, Flash Secret Files no 3, DC First Flash & Superman  (ISBN 979-1-02-681147-3)
- 2018 : 3. Entre deux feux : contient Flash 2 no 184-196  (ISBN 979-1-02-681418-4)
- 2019 : 4. Blitz : contient Flash 2 no 197-206  (ISBN 979-1-02-681659-1)

#### Volume 3
Le volume trois est sorti en deux parties en France de 2015 à 2021 par Urban Comics qui introduit Flash: Rebirth de Geoff Johns, Flash Volume 3 et le Flashpoint : 
- 2015 : Flashpoint contient #1-8 + Flash #8 (volume 3)
- 2021 : Flashpoint : Prélude contient Flash: Rebirth #1-6, The Flash #1-7, 9-12 (volume 3) + The Flash Secret Files #1

#### Volume 4
La quatrième série est la version des New 52. Elle a été éditée dans son intégralité par Urban Comics entre 2012 et 2016.
- 2012 : 1. De l'avant (Move Forward) : contient Flash 4 no 1 à 8  (ISBN 978-2-365-77622-6)
- 2013 : 2. La Révolte des Lascars (Rogues Revolution) : contient Flash 4 no 9 à 12 + 0 + annual 1  (ISBN 978-2-365-77657-8)
- 2014 : 3. Guerre au Gorille (Gorilla Warfare) : contient Flash 4 no 13 à 19  (ISBN 978-2-365-77772-8)
- 2014 : 4. En négatif (Reverse) : contient Flash 4 no 20 à 25 + 23.2  (ISBN 978-2-365-77889-3)
- 2015 : 5. Leçon d'histoire (History Lessons) : contient Flash 4 no 26 à 29 + annual 2  (ISBN 978-2-365-77919-7)
- 2015 : 6. Dérapage (Out of Time + Savage World) : contient Flash 4 no 30 à 40 + annual 3 + Secret Origins no 7  (ISBN 979-1-02-681111-4)
- 2016 : 7. Zoom (Zoom) : contient Flash 4 no 41 à 52 + Sneak Peek Flash no 1  (ISBN 979-1-02-681152-7)

#### Volume 5
Le début de la cinquième série issue du Rebirth est proposée chez Urban en 11 volumes sous le titre de Flash Rebirth :
- 2017 : 1. Coups de foudre (Lightning Strikes Twice) : contient The Flash Rebirth + Flash 5 no 1 à 8  (ISBN 979-1-02-681217-3)
- 2018 : 2. La vitesse de l'ombre (Speed of Darkness) : contient Flash 5 no 9 à 13  (ISBN 979-1-02-681298-2)
- 2018 : 3. Le Retour des Lascars (Rogues Reloaded) : contient Flash 5 no 14 à 18  (ISBN 979-1-02-681369-9)
- 2018 : DC Univers Rebirth : Le Badge (Batman/The Flash: The Button) : contient Flash 5 no 21 et 22. Crossover avec le titre de Batman  (ISBN 979-1-0268-1375-0).
- 2019 : 4. La peur au ventre (Running Scared + Negative) : contient Flash 5 no 23 à 32  (ISBN 979-1-02-681370-5)
- 2019 : 5. Devoir de mémoire  (Cold Day in Hell + Perfect Storm) : contient Flash 5 no 34 à 45  (ISBN 979-1-02-681599-0)
- 2019 : 6. La Guerre des Flash (Flash War) : contient Flash 5 no 46 à 51 et annual 1  (ISBN 979-1-0268-1595-2)
- 2019 : 7. En quête de force (Reckoning of the Forces + Force Quest) : contient Flash 5 no 52 à 63  (ISBN 979-1-0268-1994-3)
- 2020 : 8. Le Prix (The Greatest Trick of All) : contient Flash 5 no 64 à 69 et annual 2  (ISBN 979-1-0268-1759-8)
- 2020 : 9. Année un (Year One + Death and the Speed Force) : contient Flash 5 no 70 à 81  (ISBN 979-1-0268-1634-8)
- 2021 : 10. L’Ère de Flash (Rogues Reign + The Flash Age) : contient Flash 5 no 82 à 88 et no 750 à 755  (ISBN 979-1-0268-1831-1)
- 2021 : 11. Ligne d'arrivée (Finish Line) : contient Flash 5 no 756 à 762  (ISBN 979-1-0268-2719-1)